# Listă de filme britanice din 1944
Aceasta este o listă de filme britanice din 1944:

## Lista
| Titlu                      | Regizor                                       | Distribuție                                             | Gen                      | Note                                                                     |  |
| -------------------------- | --------------------------------------------- | ------------------------------------------------------- | ------------------------ | ------------------------------------------------------------------------ |  |
| Aventure Malgache          | Alfred Hitchcock                              | Molière Players                                         | World War II             | French-language short propaganda film                                    |  |
| Bees in Paradise           | Val Guest                                     | Arthur Askey, Anne Shelton                              | Musical/comedy           |                                                                          |  |
| Bell-Bottom George         | Marcel Varnel                                 | George Formby, Anne Firth                               | Comedy                   |                                                                          |  |
| Bon Voyage                 | Alfred Hitchcock                              | John Blythe, Molière Players                            | World War II             | French-language short propaganda film                                    |  |
| Candlelight in Algeria     | George King                                   | James Mason, Carla Lehmann                              | War                      |                                                                          |  |
| Candles at Nine            | John Harlow                                   | Eliot Makeham, Beatrix Lehmann                          | Mystery                  |                                                                          |  |
| A Canterbury Tale          | Michael Powell, Emeric Pressburger            | Eric Portman, Sheila Sim, Dennis Price, Sgt. John Sweet | World War II             |                                                                          |  |
| Champagne Charlie          | Alberto Cavalcanti                            | Tommy Trinder, Stanley Holloway                         | Musical                  |                                                                          |  |
| Don't Take It to Heart     | Jeffrey Dell                                  | Richard Greene, David Horne                             | Comedy                   |                                                                          |  |
| Dreaming                   | John Baxter                                   | Bud Flanagan, Chesney Allen                             | Comedy                   |                                                                          |  |
| English Without Tears      | Harold French                                 | Michael Wilding, Penelope Dudley-Ward, Lilli Palmer     | Comedy                   |                                                                          |  |
| Fanny by Gaslight          | Anthony Asquith                               | Phyllis Calvert, James Mason, Stewart Granger           | Drama                    |                                                                          |  |
| Fiddlers Three             | Harry Watt                                    | Tommy Trinder, Frances Day, James Robertson Justice     | Comedy                   |                                                                          |  |
| For Those in Peril         | Charles Crichton                              | David Farrar, Ralph Michael                             | World War II             |                                                                          |  |
| Give Us the Moon           | Val Guest                                     | Margaret Lockwood, Vic Oliver                           | Comedy                   |                                                                          |  |
| The Halfway House          | Basil Dearden                                 | Mervyn Johns, Tom Walls                                 | Drama                    |                                                                          |  |
| He Snoops to Conquer       | Marcel Varnel                                 | George Formby, Robertson Hare                           | Comedy                   |                                                                          |  |
| Headline                   | John Harlow                                   | David Farrar, Anne Crawford                             | Thriller                 |                                                                          |  |
| Heaven Is Round the Corner | Will Fyffe                                    | Leni Lynn, Leslie Perrins                               | Musical                  |                                                                          |  |
| Henry V                    | Laurence Olivier                              | Laurence Olivier, Renée Asherson                        | Shakespearean drama      | Number 18 in the list of BFI Top 100 British films; Academy Award winner |  |
| Hotel Reserve              | Lance Comfort, Mutz Greenbaum, Victor Hanbury | James Mason, Lucie Mannheim                             | Espionage                |                                                                          |  |
| The Hundred Pound Window   | Brian Desmond Hurst                           | Anne Crawford, David Farrar                             | Crime                    |                                                                          |  |
| It Happened One Sunday     | Karel Lamač                                   | Robert Beatty, Barbara White                            | Romance/comedy           |                                                                          |  |
| It's in the Bag            | Herbert Mason                                 | Elsie Waters, Doris Waters                              | Comedy                   |                                                                          |  |
| Love Story                 | Leslie Arliss                                 | Margaret Lockwood, Stewart Granger, Patricia Roc        | Romance/drama            |                                                                          |  |
| Medal for the General      | Maurice Elvey                                 | Godfrey Tearle, Jeanne De Casalis                       | Comedy                   |                                                                          |  |
| Man of Evil                | Anthony Asquith                               | James Mason, Phyllis Calvert, Stewart Granger           | Drama                    |                                                                          |  |
| Mr. Emmanuel               | Harold French                                 | Felix Aylmer, Greta Gynt                                | Drama                    |                                                                          |  |
| On Approval                | Clive Brook                                   | Beatrice Lillie, Googie Withers                         | Comedy                   |                                                                          |  |
| One Exciting Night         | Walter Forde                                  | Vera Lynn, Donald Stewart                               | Musical                  |                                                                          |  |
| Strawberry Roan            | Maurice Elvey                                 | William Hartnell, Carol Raye                            | Drama                    |                                                                          |  |
| Target for Today           | William Keighley                              | U.S. Army Air Force personnel                           | World War II documentary |                                                                          |  |
| Tawny Pipit                | Bernard Miles, Charles Saunders               | Bernard Miles, Rosamund John, Niall MacGinnis           | Comedy                   |                                                                          |  |
| They Came to a City        | Basil Dearden                                 | John Clements, Googie Withers                           | Drama                    |                                                                          |  |
| This Happy Breed           | David Lean                                    | Robert Newton, Celia Johnson, Stanley Holloway          | Drama                    | Noël Coward's play                                                       |  |
| Time Flies                 | Walter Forde                                  | Tommy Handley, Evelyn Dall                              | Comedy                   |                                                                          |  |
| Tunisian Victory           | Frank Capra, John Huston                      | Burgess Meredith, Bernard Miles                         | Propaganda               | co-produced with USA                                                     |  |
| Two Thousand Women         | Frank Launder                                 | Phyllis Calvert, Flora Robson, Patricia Roc             | Drama                    |                                                                          |  |
| The Volunteer              | Michael Powell, Emeric Pressburger            | Ralph Richardson, Laurence Olivier                      | World War II             | Short Film                                                               |  |
| The Way Ahead              | Carol Reed                                    | David Niven, Raymond Huntley, William Hartnell          | World War II             |                                                                          |  |
| Welcome, Mr. Washington    | Leslie S. Hiscott                             | Barbara Mullen, Donald Stewart                          | Drama                    |                                                                          |  |